# Список міністрів закордонних справ Болгарії

## Міністри закордонних справ Болгарії
1. Марко Балабанов — (1879);
2. Григор Начович — (1879–1880);
3. Драган Цанков — (1880);
4. Нікола Стойчев — (1880–1881);
5. Константин Стоїлов — (1881);
6. Георгій Вилкович — (1881–1883);
7. Константин Стоїлов — (1883);
8. Киряк Цанков — (1883);
9. Марко Балабанов — (1883–1884);
10. Ілія Цанев — (1884–1886);
11. Христо Стоянов — (1886);
12. Константин Стоїлов — (1886);
13. Григор Начович — (1886–1887);
14. Георгій Странський — (1887–1890);
15. Стефан Стамболов — (1890);
16. Димитр Греков — (1890–1894);
17. Григор Начович — (1894–1896);
18. Константин Стоїлов — (1896–1899);
19. Димитр Греков — (1899);
20. Тодор Іванчов — (1899–1900);
21. Димитр Тончев — (1900–1901);
22. Рачо Петров — (1901);
23. Стоян Данев — (1901–1903);
24. Рачо Петров — (1903–1906);
25. Димитр Станчов — (1906–1908);
26. Стефан Паприков — (1908–1910);
27. Александр Малінов — (1910–1911);
28. Іван Гешов — (1911–1913);
29. Стоян Данев — (1913);
30. Нікола Генадієв — (1913);
31. Васил Радославов — (1913–1918);
32. Александр Малінов — (1918);
33. Теодор Теодоров — (1918–1919);
34. Михаїл Маджаров — (1919–1920);
35. Александр Стамболійський — (1920–1923);
36. Александр Цанков — (1923);
37. Христо Калфов — (1923–1926);
38. Атанас Буров — (1926–1931);
39. Александр Малінов — (1931);
40. Нікола Мушанов — (1931–1934);
41. Кімон Георгієв — (1934);
42. Константин Батолов — (1934–1935);
43. Георгій Кесеіванов — (1935–1940);
44. Іван Попов — (1940–1942);
45. Богдан Філов — (1943);
46. Сава Кіров — (1943);
47. Димитр Шишманов — (1943–1944);
48. Іван Багрянов — (1944);
49. Пирван Драганов — (1944);
50. Константин Муравієв — (1944);
51. Стайнов Петко Стоянов — (1944–1946);
52. Георгій Кулішев — (1946);
53. Кімон Георгієв — (1946–1947).
54. Васіл Коларов — (1947–1949);
55. Владимир Поптомов — (1949–1950);
56. Мінчо Нейчев — (1950–1956);
57. Карло Луканов — (1956–1962);
58. Іван Башев — (1962–1971);
59. Петар Младенов — (1971–1989);
60. Бойко Димитров — (1989–1990);
61. Любен Гоцев — (1990);
62. Віктор Вилков — (1990–1991);
63. Стоян Ганев — (1991–1992);
64. Любен Беров — (1992–1993);
65. Станіслав Даскалов — (1993–1994);
66. Іван Станчов — (1994–1995);
67. Георгій Пірінскі — (1995–1996);
68. Ірина Бокова — (1996–1997);
69. Стоян Сталев — (1997);
70. Надежда Михайлова — (1997–2001);
71. Соломон Пасі — (2001–2005);
72. Івайло Калфін — (2005–2009);
73. Румяна Желева — (2009–2010);
74. Ніколай Младенов — (2010–2013);
75. Марін Райков — (2013);
76. Крістіан Вігенін — (2013–2014);
77. Даніел Мітов — (2013-2017);
78. Єкатерина Захарієва — (2017—2021);
79. Светлан Стоєв[bg] — (2021);
80. Теодора Генчовська — (13 грудня 2021 — 2 серпня 2022);
81. Ніколай Мілков — (2 серпня 2022 — 3 травня 2023);
82. Іван Кондов — (3 травня 2023 — 6 червня 2023);
83. Марія Габрієл — (6 червня 2023 — 9 квітня 2024).
84. Стефан Димитров — (9 квітня 2024 — 22 квітня 2024)
85. Димитр Главчев — (з 22 квітня 2024)